# Lee Moon-young
Lee Moon-young (5 maggio 1965) è un ex calciatore sudcoreano, di ruolo portiere.